# Otto Virtanen
Otto Virtanen (* 21. červen 2001 Hyvinkää, Velké Helsinky) je finský profesionální tenista. Ve své dosavadní kariéře na okruhu ATP Tour nevyhrál žádný turnaj. Na challengerech ATP a okruhu ITF získal šest titulů ve dvouhře a dva ve čtyřhře.
Na žebříčku ATP byl ve dvouhře nejvýše klasifikován v dubnu 2023 na 109. místě a ve čtyřhře v červnu téhož roku na 243. místě. Trénuje ho Jan De Witt. Od dětství jej dlouhodobě vede otec, bývalý finský tenista Pasi Virtanen.
V juniorském tenise triumfoval s Turkem Yankım Erelem ve čtyřhře Wimbledonu 2018 po finálové výhře nad Kolumbijcem Nicolásem Mejíou a Čechem Ondřejem Štylerem. V prosinci 2018 ovládl jako první Fin floridský Orange Bowl v kategorii 18letých. V témže měsíci vystoupal na kariérní maximum, 6. místo juniorského kombinovaného žebříčku ITF.
V finském daviscupovém týmu debutoval v roce 2020 baráží 1. světové skupiny proti Mexiku, v níž podlehl Lópezi Villaseñorovi a porazil Manuela Sáncheze. Finové zvítězili 3:2 na zápasy. V roce 2023 se stal členem finského týmu, který poprvé od své premiéry roku 1928 postoupil do světového semifinále. Do listopadu 2023 v soutěži nastoupil k osmi mezistátním utkáním s bilancí 6–4 ve dvouhře a 0–0 ve čtyřhře.

## Tenisová kariéra

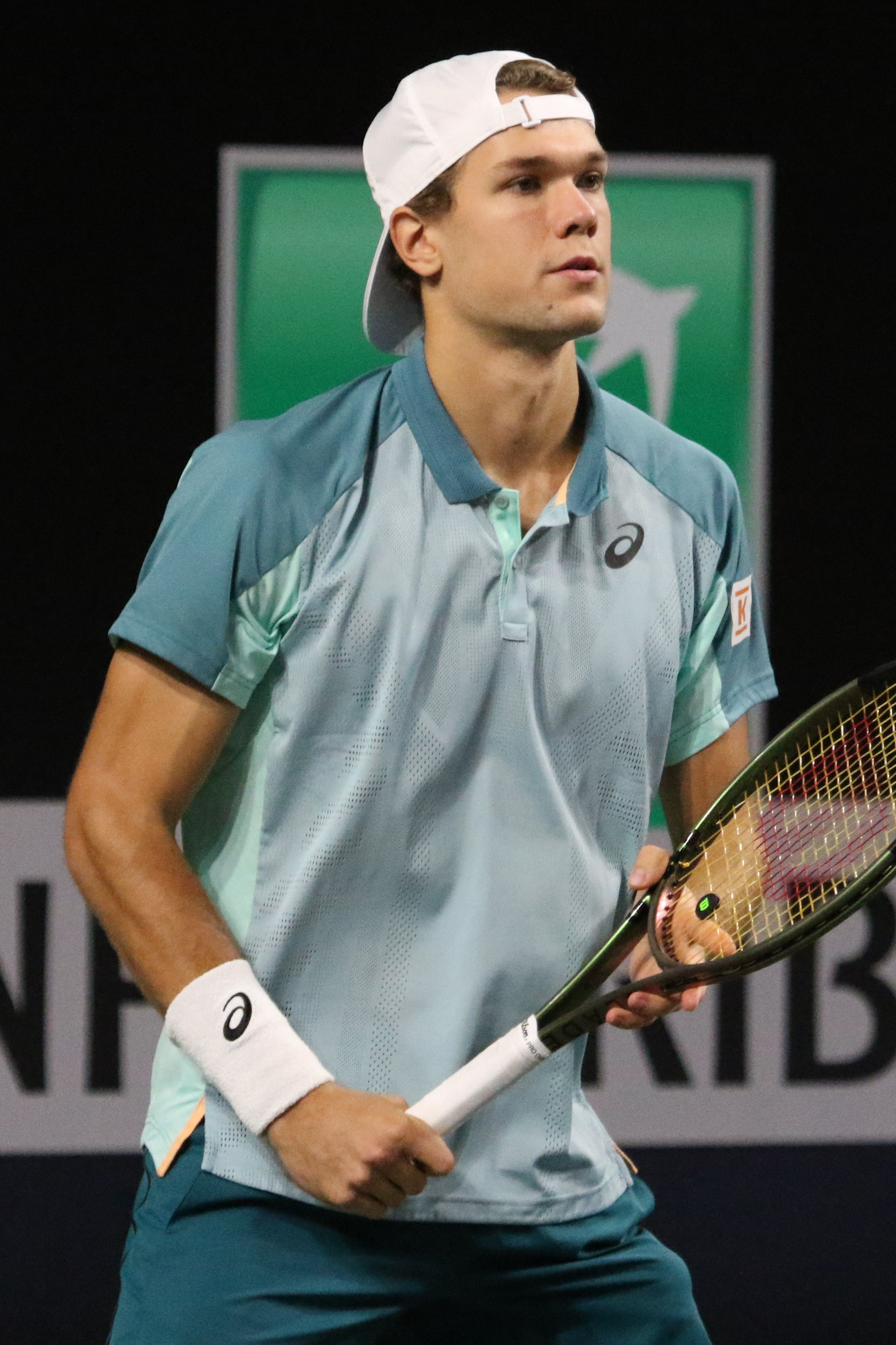
Na challengeru ve Vendée (2022)

Premiérový singlový titul na challengerech vybojoval na listopadovém Trofeo Faip–Perrel 2022 v Bergamu, kde musel jako 265. hráč žebříčku projít kvalifikací. Celkem vyhrál sedm utkání bez ztráty setu. Od osmifinále postupně porazil Čanga Č’-čena, Dominica Strickera, Nuno Borgese a v závěrečném souboji Němce Jana-Lennarda Struffa. Po Ruusuvuorim se stal druhým Finem za předchozí desetiletí, jenž triumfoval na challengeru. Bodový zisk jej poprvé posunul mezi dvě stě nejvýše postavených tenistů, na 195. příčku. Sezónu 2022 přitom zahájil až jako 395. hráč klasifikace. Navázal tak na týden starou trofej ze čtyřhry brestského challengeru, jíž získal s Norem Viktorem Durasovicem.
Druhou challengerovou trofej ve dvouhře si odvezl z březnového Challenger Città di Lugano 2023 a třetí přidal na dubnovém Play In Challenger 2023 v Lille. V prvním finále zdolal tureckého kvalifikanta Cema İlkela a ve druhém nejvýše nasazeného Australana Maxe Purcella. V následné klasifikaci z 3. dubna 2023 mu na žebříčku poprvé patřilo 109. místo. V hlavní soutěži okruhu ATP Tour, vyjma daviscupových utkání, debutoval červencovým Swiss Open Gstaad 2023, když do dvouhry postoupil až jako šťastný poražený z kvalifikace. Předchozích osm kvalifikačních soutěží od Mallorca Championships 2022 nezvládl. V gstaadské dvouhře mu časnou porážku přivodila peruánská světová šestašedesátka Juan Pablo Varillas. O dva týdny později dohrál v prvním kole Los Cabos Open 2023 s Australanem Jamesem Duckworthem.
Do grandslamových soutěží premiérově zasáhl v sezóně 2023 a během čtyř majorových účastí se postupně zlepšoval. Na úvod kvalifikace Australian Open podlehl Chilanu Nicolási Jarrymu, ve druhé fázi kvalifikace French Open Kazachstánci Timofeji Skatovu a ve třetím utkání wimbledonské kvalifikace Nizozemci Gijsi Brouwerovi. Grandslamový debut pak prožil na US Open, kde nástrahy kvalifikační soutěže zvládl.  V prvním kole newyorského singlu svedl pětisetovou bitvu, trvající 4:25 hodiny, s třicátým čtvrtým tenistou světa Tomásem Martínem Etcheverrym z Argentiny. Přes 76 vítězných míču odešel poražen, když ztratil závěrečný supertiebreak.

## Tituly na challengerech ATP a okruhu ITF
| Legenda                  |
| ------------------------ |
| D – dvouhra; Č – čtyřhra |
| Challengery (3 D; 1 Č)   |
| ITF (3 D; 1 Č)           |

### Dvouhra (6 titulů)
| Č. | datum         | turnaj                 | povrch    | poražený finalista | výsledek           |
| -- | ------------- | ---------------------- | --------- | ------------------ | ------------------ |
| 1. | listopad 2020 | Pärnu, Estonsko        | tvrdý (h) | Jan Sabanin        | 6–3, 6–0           |
| 2. | únor 2021     | Nur-Sultan, Kazachstán | tvrdý (h) | Mats Rosenkranz    | 7–5, 6–3           |
| 3. | září 2021     | Jönköping, Finsko      | tvrdý (h) | Viktor Durasovic   | 6–4, 6–0           |
| 4. | listopad 2022 | Bergamo, Itálie        | tvrdý (h) | Jan-Lennard Struff | 6–2, 7–5           |
| 5. | březen 2023   | Lugano, Švýcarsko      | tvrdý (h) | Cem İlkel          | 6–4, 7–6(7–5)      |
| 6. | duben 2023    | Lille, Francie         | tvrdý (h) | Max Purcell        | 6–7(3–7), 6–4, 6–2 |

### Čtyřhra (2 tituly)
| Č. | datum      | turnaj           | povrch    | spoluhráč              | poražení finalisté             | výsledek |
| -- | ---------- | ---------------- | --------- | ---------------------- | ------------------------------ | -------- |
| 1. | srpen 2018 | Helsinky, Finsko | antuka    | Patrik Niklas-Salminen | Hermanni Tiainen Ilari Vesanen | 6–3, 6–3 |
| 2. | říjen 2022 | Brest, Francie   | tvrdý (h) | Viktor Durasovic       | Filip Bergevi Petros Tsitsipas | 6–4, 6–4 |

## Finále na juniorském Grand Slamu

### Čtyřhra juniorů: 1 (1–0)
| Stav  | rok  | turnaj    | povrch | spoluhráč  | soupeři ve finále           | výsledek      |
| ----- | ---- | --------- | ------ | ---------- | --------------------------- | ------------- |
| Vítěz | 2018 | Wimbledon | tráva  | Yankı Erel | Nicolás Mejía Ondřej Štyler | 7–6(7–5), 6–4 |